# 46095 Frédérickoby
(46095) Frédérickoby, denumire internațională (46095) Frederickoby, este un asteroid din centura principală de asteroizi.

## Descriere
46095 Frédérickoby este un asteroid din centura principală de asteroizi. A fost descoperit pe 15 martie 2001 la Vicques (Jura) de Observatorul din Vicques. Asteroidul prezintă o orbită caracterizată de o semiaxă mare de 3,17 ua, o excentricitate de 0,08 și o înclinație de 10,8° în raport cu ecliptica.